# Кампаенг Пет
Кампаенг Пет е една от 76-те провинции на Тайланд. Столицата ѝ е едноименния град Кампаенг Пет. Населението на провинцията е 727 093 жители (2010 г. – 35-а по население), а площта 8607,5 кв. км (22-ра по площ). Намира се в часова зона UTC+7. Разделена е на 11 района, които са разделени на 78 общини и 823 села.